# Hosszúpatak (Fehér megye)
Hosszúpatak románul: Tăuni, falu Romániában, Erdélyben, Fehér megyében.

## Fekvése
Hosszúaszótól északkeletre, Mikeszásza és Hosszúaszó között, a Nagy-Küküllő egyik mellékága mellett fekvő település.

## Története
Hosszúpatak nevét 1461-ben említette először oklevél Hozywazopataka nobilium néven.
Későbbi névváltozatai: 1476-ban p. Hwzywpathak, 1499-ben p. Hozywpathak, 1733-ban Theunn, 1750-ben Teun, 1760–1762 között Hosszupatak, 1808-ban Hosszúpatak, Krentzindorf ~ Prentzindorf, Teun, 1888-ban Hosszúpatak, Brenzendorf, Teuni, 1913-ban Hosszúpatak.
1499-ben p. Hozywpathak birtokosai a Hosszuaszói, Csáni, Horváth és Váncsa Bolgár családok voltak.
A trianoni békeszerződés előtt Kis-Küküllő vármegye Hosszúaszói járásához tartozott.
1910-ben 883 lakosából 4 magyar, 878 román volt. Ebből 878 volt görögkatolikus.

## Források

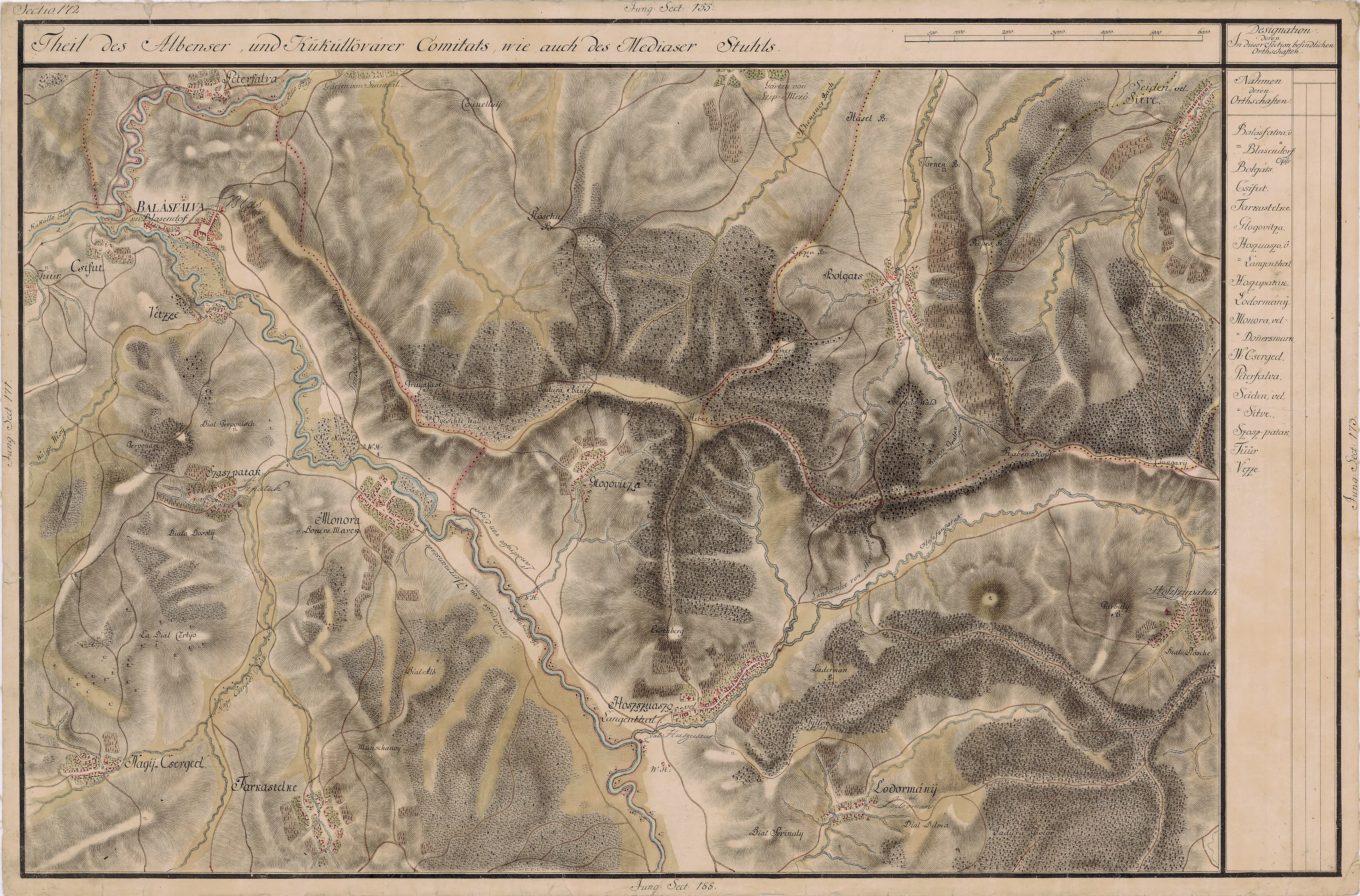
Hosszúpatak egy régi térképen